# العلاقات السيشلية الكيريباتية
العلاقات السيشلية الكيريباتية هي العلاقات الثنائية التي تجمع بين سيشل وكيريباتي.

## مقارنة بين البلدين
هذه مقارنة عامة ومرجعية للدولتين:
| وجه المقارنة                                              | سيشل                                                | كيريباتي                        |
| --------------------------------------------------------- | --------------------------------------------------- | ------------------------------- |
| المساحة (كم2)                                             | 459                                                 | 811                             |
| عدد السكان (نسمة)                                         | 95.84 ألف                                           | 116.40 ألف                      |
| الكثافة السكانية (ن./كم²)                                 | 20.88 ألف                                           | 14.35 ألف                       |
| العاصمة                                                   | فيكتوريا                                            | جنوب تاراوا                     |
| اللغة الرسمية                                             | لغة فرنسية، لغة إنجليزية، اللغة الكريولية السيشيلية | لغة إنجليزية، اللغة الكيريباتية |
| العملة                                                    | روبية سيشلية                                        | دولار كريباتي، دولار أسترالي    |
| الناتج المحلي الإجمالي (بليون دولار)                      | 1.49 مليار                                          | 196.15 مليون                    |
| الناتج المحلي الإجمالي (تعادل القوة الشرائية) بليون دولار | 2.54 مليار                                          | 224.26 مليون                    |
| الناتج المحلي الإجمالي الاسمي للفرد دولار أمريكي          | 15.48 ألف                                           | 1.42 ألف                        |
| الناتج المحلي الإجمالي للفرد دولار أمريكي                 | 26.42 ألف                                           | 1.81 ألف                        |
| مؤشر التنمية البشرية                                      | 0.772                                               | 0.590                           |
| رمز المكالمات الدولي                                      | +248                                                | +686                            |
| رمز الإنترنت                                              | .sc                                                 | .ki                             |
| المنطقة الزمنية                                           | ت ع م+04:00                                         |                                 |

## منظمات دولية مشتركة
يشترك البلدان في عضوية مجموعة من المنظمات الدولية، منها:
| علم المنظمة | اسم المنظمة                                 | تاريخ انضمام سيشل | تاريخ انضمام كيريباتي |
| ----------- | ------------------------------------------- | ----------------- | --------------------- |
|             | يونسكو                                      | 18 أكتوبر 1976    | 24 أكتوبر 1989        |
|             | مجموعة دول أفريقيا والكاريبي والمحيط الهادئ | ?                 | ?                     |
|             | الأمم المتحدة                               | 21 سبتمبر 1976    | 14 سبتمبر 1999        |
|             | دول الكومنولث                               | 1976              | ?                     |
|             | الاتحاد البريدي العالمي                     | ?                 | ?                     |
|             | البنك الدولي للإنشاء والتعمير               | 29 سبتمبر 1980    | 29 سبتمبر 1986        |
|             | الاتحاد الدولي للاتصالات                    | 17 سبتمبر 1999    | 3 نوفمبر 1986         |
|             | منظمة حظر الأسلحة الكيميائية                | 29 أبريل 1997     | ?                     |
|             | مؤسسة التمويل الدولية                       | 11 يونيو 1981     | 2 أكتوبر 1986         |
|             | تحالف الدول الجزرية الصغيرة                 | ?                 | ?                     |

## وصلات خارجية
- موقع وزارة الخارجية السيشلية